# Kandžizaióin
Kandžizaióin (japonsky 観自在王院) byl buddhistický chrám postavený manželkou Fudžiwara no Motohiry na území dnešního města Hiraizumi v prefektuře Iwate v Japonsku.
Kandžizaióin stál v těsném sousedství chrámu Mócúdži. Po roce 1189 byl zničen a jeho pozemky se proměnily v zavlažovaná pole.
V severní části chrámových pozemků rozkládajících se v severojižním směru o výměře přibližně 160×260 metrů se nacházely dvě síně Buddhy Amidy. Uprostřed pozemků bylo zbudováno zahradní jezírko Maizuru ga ike (舞鶴が池, Jezero tancujícího jeřába).
V místech bývalé chrámové zahrady z konce období Heian probíhaly v letech 1973–1976 vykopávky a restaurační práce. Vzhledem k tomu, že příkladů zahradní architektury z období Heian se dochovalo jen málo, jsou pozůstatky zahrad v Kandžizaióinu velmi ceněny.
2. března 2005 byly pozůstatky chrámu prohlášeny za místo s malebnou vyhlídkou (名勝, Meišó).
Pozůstatky chrámu Kandžizaióin jsou jednou z památek v katastru města Hiraizumi, které byly v roce 2011 zapsány na Seznam světového dědictví UNESCO pod společným označením Hiraizumi - chrámy, zahrady a vykopávky reprezentující buddhistickou Čistou zemi.